# Arturo Warman
Arturo Warman Gryj  (Mexico-Stad, 9 september 1937 - aldaar, 21 oktober 2003) was een Mexicaans politicus en intellectueel.
Warman kwam uit een Polen-Joodse familie. Hij studeerde etnologie aan de Nationale Autonome Universiteit van Mexico (UNAM) en behaalde een doctoraat aan de Ibero-Amerikaanse Universiteit (UIA). Hij was hoogleraar aan de UIA en de Autonome Metropolitaanse Universiteit (UAM) en werd vervolgens voorzitter van het Instituut voor Sociale studies aan de UNAM. Hij sloot zich in 1987 aan bij de Institutioneel Revolutionaire Partij (PRI) en werd in 1988 door president Carlos Salinas (1988-1994) benoemd tot directeur-generaal van het Nationaal Indigenistisch Instituut (INI). In 1994 werd hij door president Ernesto Zedillo (1994-2000) benoemd tot minister van landbouw en korte tijd later van landbouwhervorming. In 2000 verliet hij de politiek en overleed drie jaar later.
- Bibsys: 90377555
- Bibliothèque nationale de France: cb125120976 (data)
- CiNii: DA07644227
- Gemeinsame Normdatei: 1074949889
- International Standard Name Identifier: 0000 0000 8086 6672
- Library of Congress Control Number: n80065963
- MusicBrainz: d5320bc8-b532-423b-ab91-890b5d615766
- Nationale bibliotheek van Australië: 35793875
- Nationale Bibliotheek van Israël: 987007458320505171
- Nederlandse Thesaurus van Auteursnamen: 283022094
- Réseau des bibliothèques de Suisse occidentale: 02-A009478747
- Système universitaire de documentation: 034357262
- Virtual International Authority File: 7495724
- WorldCat: E39PBJwmT4QkPcXpq9pcFqk4bd